# Rio Luson
Il Rio Luson (Lüsenbach in tedesco) o Rio Lasanca (Lasanke in tedesco) è un fiume dell'Alto Adige lungo circa 18 km, che nasce dal Sass de Putia, nelle Dolomiti. Confluisce da sinistra nella Rienza a Naz, a quota 590 m s.l.m.
Il corso del fiume è compreso nei comuni di San Martino in Badia e Luson, principale località bagnata. I principali affluenti sono il Rio della Sega, il Rio Plan, il Rio dei Manzi ed il Rio Casera.